# Magdalena Braun
Magdalena Braun (ur. 3 lipca 1984) – polska judoczka.
Była zawodniczka PTS Gwardia Bydgoszcz (1996-2006). Wicemistrzyni Polski 2004 w kategorii do 70 kg. Ponadto m.in. młodzieżowa mistrzyni Polski 2005.